# Maria (Blondie)
"Maria" is een single van de Amerikaanse rockband Blondie van het album No Exit uit 1999, destijds het eerste materiaal door Blondie uitgebracht sinds 1982.

## Inhoud
"Maria" werd uitgebracht op 11 januari 1999 en gaat over het verlangen die men heeft naar een mooie vrouw, maar dat onhaalbaar is. De inhoud van het nummer gelijkt naar verhaal in zekere zin wat op het nummer "Rip Her to Shreds", dat op het homonieme debuutalbum van de band verscheen in 1976. "Maria" werd geschreven in de toonsoort A-majeur. Daarnaast werd een deel van de tekst ontleend uit het nummer "Walk Like Me" van het album Autoamerican uit 1980: met name "[...] like a millionaire/walking on imported air". 
"Maria" is een compositie van de toetsenist van de band, Jimmy Destri, en producer Craig Leon. De single werd een grote hit in bepaalde Europese landen zoals het Verenigd Koninkrijk, Polen, Schotland, Spanje, Griekenland (allemaal nummer 1-notering), Ierland, Oostenrijk, Duitsland en Italië. Ook in Nederland (17) en België (3) ervaarde "Maria" (middelgroot tot groot) succes in de hitlijsten. Billboard loofde de "gepassioneerde zang" van Debbie Harry, het "geweldige gitaar en drumwerk" van Chris Stein en Clem Burke en mooie "harmonica-passages" die tot "kathedraalklokken" verworden.

## Hitlijsten
Maria behaalde de 17e positie in de Nederlandse Top 40 (14 weken in de lijst) en de derde positie in de Vlaamse Ultratop 50 (18 weken in de lijst).